# Joe Jeanette
Joe Jeanette, właśc. Joseph Jennette (ur. 26 sierpnia 1879 w North Bergen, zm. 2 lipca 1958 w Weehawken) – amerykański bokser wagi ciężkiej początku XX w.

## Życiorys
Urodził się 26 sierpnia 1879 w North Bergen (New Jersey). Karierę sportową rozpoczął w 1904 i już wkrótce walczył z takimi bokserami jak Jack Johnson i Sam Langford. Zasłynął z wielkiej wytrzymałości i nieprawdopodobnej odporności na ciosy.
W 1909 wyjechał do Francji, gdzie spotkał się z przebywającym tam od dwóch lat Samem McVeyem. Po 20-rundowej walce przegrał na punkty. Ponieważ werdykt ten był powszechnie kwestionowany, szybko doprowadzono do kolejnej ich walki, tym razem zakontraktowanej na 50 rund.
Odbyła się ona 17 kwietnia 1909 w paryskim Cirque de Paris. McVey miał 178 cm wzrostu i ważył 93 kg, Jeanette odpowiednio 179 cm i 85 kg. Silniejszy fizycznie McVey raz za razem posyłał Jeanette'a na deski, ten za każdym razem wstawał i walczył dalej. Do 38. rundy Jeanette był liczony 27 razy. Od 39. rundy losy walki odwróciły się, wyczerpany McVey zaczął lądować na deskach (11 razy), po 48. rundzie nie miał siły na kontynuowanie walki. Trwała ona 3 godziny i 12 minut.
Kariera Jeanette'a trwała do 1919. Odniósł jeszcze wiele cennych zwycięstw, m.in. 21 marca 1914 pokonał Georges'a Carpentiera. Następnie został sędzią bokserskim oraz trenerem. Zmarł 2 lipca 1958  w Weehawken (New Jersey).
W 1998 został wpisany do bokserskiej galerii sław (International Boxing Hall of Fame).

## Bilans walk
- 81 zwycięstw (w tym 68 przed czasem)
- 6 remisów
- 10 porażek
- 67 "no decision"
- 1 "no contest"
- 3 pokazówki